# Grațian Sepi
Grațian Sepi, né le 30 décembre 1910 en Autriche-Hongrie (aujourd'hui en Roumanie) et décédé le 6 mars 1977, était un footballeur roumain qui jouait au poste d'attaquant.

## Biographie

### En club
En club, il évolue principalement avec l'Universitatea Cluj, le Venus Bucarest et le Ripensia Timișoara.
Il remporte deux championnats de Roumanie, et inscrit 18 buts en championnat lors de la saison 1935-1936.

### En équipe nationale
Il reçoit 23 sélections en équipe de Roumanie, pour 14 buts inscrits, entre 1928 et 1937. Il porte à six reprises le brassard de capitaine. Le 24 septembre 1933, il inscrit un quadruplé contre la Hongrie.
Il est sélectionné par les deux entraîneurs, l'Autrichien Josef Uridil et le Roumain Costel Rădulescu, pour participer à la Coupe du monde 1934 en Italie. Lors de ce mondial, les tricolors sont battus par l'équipe de Tchécoslovaquie, sur un score de 2 buts à 1, pour le premier match de la phase finale, équivalent aux huitièmes de finale. Grațian Sepi est présent sur le terrain lors de ce match.

## Palmarès
- Champion de Roumanie en 1937 avec le Venus Bucarest, et en 1938 avec le Ripensia Timișoara